# 万栗太郎
万 栗太郎（まん くりたろう）は、日本の男性声優。主にアダルトゲームに声をあてている。

## 出演作品

### ゲーム
- D.C.II 〜ダ・カーポII〜（板橋渉）
- D.C.II Spring Celebration 〜ダ・カーポII〜 スプリング セレブレイション（板橋渉）
- D.C.P.K. 〜ダ・カーポーカー〜（板橋渉）
- C.D.C.D.2 〜シーディーシーディー2〜（板橋渉）
- D.C.II P.C. 〜ダ・カーポII〜 プラスコミュニケーション（板橋渉）
- D.C.II To You Side Episodes 〜ダ・カーポII〜 トゥーユー サイドエピソード（板橋渉）
- D.C.II Fall in Love 〜ダ・カーポII〜 フォーリンラブ（板橋渉）
- D.C. Dream X'mas 〜ダ・カーポ〜 ドリームクリスマス（板橋渉）

### BLゲーム
- 学園Prince〜学園征服宣言〜（瀬戸優）
  - 学園Prince〜ファンディスク〜（瀬戸優）
- スーツを脱いだ後 ボイス版（藤村貴人[1]）
- 花町物語（相馬和泉[2]）

### BLCD
- 学園プリンス
  - 学園プリンス1 罪の束縛（瀬戸優）
  - 学園プリンス全巻購入特典オリジナルドラマCD（瀬戸優）
- 花町物語シリーズ
  - 花町物語 オフィシャル通販特典ドラマCD（相馬和泉）
  - 花町物語 キャラクタードラマCD 第一巻 朱璃・東條巽 編（相馬和泉）
  - 花町物語 キャラクタードラマCD 第二巻 朱璃・相馬和泉 編（相馬和泉）
  - 花町物語 キャラクタードラマCD 第三巻 朱璃・五十嵐馨 編（相馬和泉）
  - 花町物語 キャラクタードラマCD 全巻購入特典 座談会CD（相馬和泉）
  - 花町物語 夢絵巻（相馬和泉）